# Робер I Француски
Робер I Француски (866—15. јун 923) је био краљ Француске (922—923). Брат је краља Ода Париског. Ни он ни брат не припадају династији Каролинга.

### Брат краља Ода Париског
Учествовао је у одбрани Париза од Викинга током опсаде Париза (885—886). Његов брат Одо Париски је био командант одбране Париза. За заслуге у одбрани Одо Париски је постао краљ. Када му је умро брат 898, Робер је исказао претензије да постане краљ.

### Признаје Карла Простог за краља
Кад је ипак изабран Карло III Прости, Робер га признаје за краља, а Карло потврђује Роберу све поседе. Током владавине Карла III Простог Робер је наставио да брани северну Француску од напада Нормана.

### Сукоб са Карлом Простим
Робер се није бунио против Карла Простог све до 921. године. Тада је Карло III Прости навукао на себе бес и дела племства и свештенства. Робер I Француски је подигао војску и протерао је Карла Простог до Лорене. Робер је крунисан као краљ у Рејмсу 29. јуна 922. године.
Карло III Прости није мирно прихватао да изгуби краљевски трон, па скупља војску и сукобљава се са Робером I Француским у бици код Суасона 15. јуна 923. године. У тој бици краљ Робер Француски је убијен, али Карло Прости ипак губи битку. После битке Карло III Прости је утамничен, а Рудолф Бургундијски постаје нови краљ.

## Породично стабло
|  |                      |  |  |  |  |  |  |  |  |  |  |  |  |  |  |  |
|  | 2. Робер Јаки        |  |  |  |  |  |  |  |  |  |  |  |  |  |  |  |
|  |                      |  |  |  |  |  |  |  |  |  |  |  |  |  |  |  |
|  |                      |  |  |  |  |  |  |  |  |  |  |  |  |  |  |  |
|  | 1. Робер I Француски |  |  |  |  |  |  |  |  |  |  |  |  |  |  |  |
|  |                      |  |  |  |  |  |  |  |  |  |  |  |  |  |  |  |
|  |                      |  |  |  |  |  |  |  |  |  |  |  |  |  |  |  |
|  | 3. Аделаида од Тура  |  |  |  |  |  |  |  |  |  |  |  |  |  |  |  |
|  |                      |  |  |  |  |  |  |  |  |  |  |  |  |  |  |  |
|  |                      |  |  |  |  |  |  |  |  |  |  |  |  |  |  |  |